# 冠帶魚
冠帶魚為輻鰭魚綱月魚目冠帶魚科的其中一種，分布於澳洲海域，屬深海魚類，體側扁，前額突出呈角狀，背鰭軟條在頭部延伸成絲狀。